# Saint-Herblain
Die französische Stadt Saint-Herblain im Département Loire-Atlantique in der Region Pays de la Loire ist mit 50.561 Einwohnern (Stand 1. Januar 2022) die drittgrößte Stadt im Département. Sie liegt westlich von Nantes ca. 60 Kilometer von der Atlantikküste entfernt. Die Stadt ist Sitz der Kantone Saint-Herblain-1 und Saint-Herblain-2.

## Stadtgliederung
Die Stadt besteht aus den Stadtteilen:
- Le Bourg
- Les villages des Ecarts
- Bellevue
- La Crémetterie
- Tillay
- Preux
- La Bergerie

## Geschichte
Saint-Herblain wurde als Sankt Hermeland zwischen 640 und 720 von einem Benediktinermönch gegründet.

## Bevölkerungsentwicklung
| Jahr                       | 1962   | 1968   | 1975   | 1982   | 1990   | 1999   | 2006   | 2017   |
| Einwohner                  | 11.990 | 17.568 | 39.867 | 41.958 | 42.774 | 43.728 | 43.901 | 46.352 |
| Quellen: Cassini und INSEE |        |        |        |        |        |        |        |        |

## Infrastruktur
Von den etwa 3000 ha Gesamtfläche der Stadt sind knapp 1,7 ha bebaut.
Als direkt an Nantes angrenzende Stadt erfüllt sie einige Infrastrukturaufgaben des Stadtverbandes, der Agglomération Nantaise. So findet sich in Saint-Herblain eines der größten Krankenhäuser ganz Frankreichs. Der Leclerc-Supermarkt war lange Zeit der größte in Frankreich. Zu den Superlativen zählt auch die Veranstaltungshalle Zénith.
Außerdem existiert auch ein 110 Meter hoher Fernmeldeturm aus Stahlbeton.
Eine große Zahl ansässiger Firmen und Institute macht Saint-Herblain zu einer Dienstleistungsmetropole.

## Sehenswürdigkeiten
Die Stadt besitzt viele Baudenkmäler aus dem 15. und 16. Jahrhundert, darunter die Kirche Saint-Hermeland aus dem 15. Jahrhundert, die seit dem 21. Dezember 1925 ein Monument historique ist.
Von 1970 stammt das Sillon de Bretagne, mit fast 800 Wohnungen eines der größten Hochhäuser Mitteleuropas. Insgesamt leben und arbeiten über 3500 Menschen darin. Der Wohnturm ist die höchste Erhebung der ganzen Region.

## Verkehr
Der Bahnhof von Nantes ist 15 Minuten entfernt, der Flughafen 10 Autominuten. Der Ort hat einen Halt an der Bahnstrecke Tours–Saint-Nazaire. Östlich von Saint-Herblain verläuft die Europastraße 3.

## Städtepartnerschaften
Saint-Herblain pflegt Partnerschaften mit folgenden Städten:
- St. Ingbert (Deutschland), seit 1981
- Waterford (Irland), seit 1982
- Viladecans (Spanien), seit 1992
- N’Diaganiao (Senegal), seit 1987
- Cleja (Rumänien)
- Kasanlak (Bulgarien)

Ein Freundschaftsvertrag besteht mit Bethlehem in Palästina.

## Persönlichkeiten
- Laura Valette (* 1997), Hürdenläuferin
- Yannis Letard (* 1998), Fußballspieler
- Gino Caoki (* 2004), französisch-italienischer Fußballspieler